# Scopelengys clarkei
Scopelengys clarkei is een straalvinnige vissensoort uit de familie van lantaarndragers (Neoscopelidae). De wetenschappelijke naam van de soort is voor het eerst geldig gepubliceerd in 1976 door Butler & Ahlstrom.